# Microzetes discrepans
Microzetes discrepans är en kvalsterart som först beskrevs av Balogh 1962.  Microzetes discrepans ingår i släktet Microzetes och familjen Microzetidae. Inga underarter finns listade i Catalogue of Life.